# Liste der Monuments historiques in Arcins
Die Liste der Monuments historiques in Arcins führt die Monuments historiques in der französischen Gemeinde Arcins auf.

## Liste der Objekte
| Bezeichnung                       | Beschreibung                             | Standort                        | Kennzeichnung | Schutzstatus | Datum | Bild |
| --------------------------------- | ---------------------------------------- | ------------------------------- | ------------- | ------------ | ----- | ---- |
| Skulptur des heiligen Rochus      | Holz, polychrom gefasst, 17. Jahrhundert | in der Kirche Notre-Dame (Lage) | PM33001301    | Inscrit      | 1978  |      |
| Ölgemälde Heilige Maria Magdalena | 18. Jahrhundert                          | in der Kirche Notre-Dame (Lage) | PM33001300    | Inscrit      | 1978  |      |